# 中国共产党中央军事委员会主席
中国共产党中央军事委员会主席，简称中共中央军委主席，是中国共产党中央军事委员会负责人。根据党指挥枪的指导原则，此职务的担任者为中华人民共和国武装力量实际上的最高统帅。职权除统帅武装力量外，也负责晋升中国人民解放军将领，但对中华人民共和国武装力量发布命令、公布军事法规、颁发勋章奖章纪念章时，则一般以中华人民共和国中央军事委员会主席名义执行。中共中央军事委员会主席是党的主要领导人之一，属正国级职务。該職務根據《中国共产党章程》設立，由中国共产党中央委员会選出，中央軍委主席、副主席、委員連任屆數在党章上並沒有限制。根据历史惯例，这一职位的担任者均兼任国家中央军委主席。中国共产党中央军事委员会主席、中华人民共和国中央军事委员会主席合称“中央军委主席”。

## 历史
中华人民共和国成立以后，在毛泽东时代，由毛泽东自1954年开始一直担任中共中央军委主席至1976年去世，是除了中国共产党中央委员会主席外，他担任时间最长的职务。毛泽东逝世后由华国锋担任，邓小平在1981年中共十一届六中全会取代华国锋担任军委主席至1989年，之后由江泽民在中共十三届五中全会接任军委主席。2004年江泽民在中共十六届四中全会上辞去军委主席，由胡锦涛接任。2012年中共十八届一中全会后，习近平接替胡锦涛担任中央军事委员会主席。
客观上在中國大陸，军事权力在政权完全稳定以后，中国共产党中央委员会总书记（1982年十二大前为中共中央主席）、中共中央军委主席均由一人兼任，其中任期最长的毛泽东终身担任这两个职务。在政权过渡时期，中共最高负责人和中国国家元首的职务会由不同的人出任：如邓小平主政后担任最长的职务为中央军委主席，期间胡耀邦和赵紫阳先后担任中共中央总书记；李先念和杨尚昆先后担任中国国家主席。
1993年以后，江泽民集党总书记、国家主席和中央军委主席三职于一身，其中1989年6月接替趙紫陽为党总书记、其中1989年11月接替鄧小平为中共中央军委主席、1993年接替楊尚昆为国家主席。又如江泽民与胡锦涛进行权力交接的2002年至2004年之间，党总书记、国家主席由胡锦涛兼任，中央军委主席由江泽民担任。自习近平开始，新任的中共中央总书记原则上同时接任中共中央军委主席；相应接任中华人民共和国主席时亦同时接任中华人民共和国中央军事委员会主席。
1994年5月12日，第八届全国人大常委会第七次会议通过了关于修改军官军衔条例的决定，明确规定“中央军委主席不被授予军衔”。
尽管从理论上讲，中共中央军委主席只是军队内中共党务组织的领导人，但由於中国共产党对军队的绝对控制（党指挥枪），该职务实际上至今为止其人选全部是中国共产党和中华人民共和国的实际最高领导人，中央军委主席一职的人选被视为一个统治时代的开始和终结；而相比的中共中央总书记、中国国家主席等党章和宪法意义上的最高领导人，则都曾出现过由非实际最高领导人担任的情况，如刘少奇、胡耀邦、赵紫阳等。另外，自从1982年通过的八二宪法设立中华人民共和国中央军事委员会以来，除了过渡时期以外，中共中央军委主席一直兼职国家军委主席，从而使这一职务在实际运作中具有了国家“名义上”最高军事统帅的地位。

## 历任军委领导人

### 上海时期
| 任次                                          | 姓名               | 就任日期           | 卸任日期           |
| 中共中央军事部部长                            | 中共中央军事部部长 | 中共中央军事部部长 | 中共中央军事部部长 |
| --------------------------------------------- | ------------------ | ------------------ | ------------------ |
| 1                                             | 张国焘             | 1925年12月12日     | 1926年9月          |
| 中国共产党中央军事委员会书记                  |                    |                    |                    |
| 1                                             | 周恩来             | 1926年9月          | 1928年10月         |
| 中共中央军事部部长                            |                    |                    |                    |
| 2                                             | 杨殷               | 1928年10月         | 1929年9月          |
| 3                                             | 周恩來             | 1929年9月          | 1930年3月          |
| 中共中央军事委员会书记                        |                    |                    |                    |
| 2                                             | 关向应             | 1930年3月          | 1930年8月          |
| 3                                             | 周恩來             | 1930年8月          | 1931年6月          |
| 中共中央军事部部长 中共中央临时中央军事部部长 |                    |                    |                    |
| 4                                             | 李富春             | 1931年6月          | 1932年1月          |
| 4                                             | 武胡景（代理）     | 1932年1月          | 1933年1月          |

### 瑞金、延安和建国初期
| 任次                                   | 姓名                                   | 就任日期                               | 卸任日期                               |
| 中华苏维埃共和国中央革命军事委员会主席 | 中华苏维埃共和国中央革命军事委员会主席 | 中华苏维埃共和国中央革命军事委员会主席 | 中华苏维埃共和国中央革命军事委员会主席 |
| -------------------------------------- | -------------------------------------- | -------------------------------------- | -------------------------------------- |
| 1                                      | 朱德                                   | 1931年11月25日                         | 1936年12月7日                          |
| 2                                      | 毛泽东                                 | 1936年12月7日                          | 1937年8月25日                          |
| 中共中央革命军事委员会主席             |                                        |                                        |                                        |
| 1                                      | 毛澤東                                 | 1937年8月25日                          | 1949年10月1日                          |
| 中国人民革命军事委员会主席             |                                        |                                        |                                        |
| 1                                      | 毛澤東                                 | 1948年11月21日                         | 1949年10月1日                          |
| 中央人民政府人民革命军事委员会主席     |                                        |                                        |                                        |
| 1                                      | 毛澤東                                 | 1949年10月1日                          | 1954年9月27日                          |

### 1954年至今
| # | 肖像 | 姓名   | 任期开始       | 任期结束       | 党内职务                     | 军事职务                                        |
| - | ---- | ------ | -------------- | -------------- | ---------------------------- | ----------------------------------------------- |
| 1 |      | 毛澤東 | 1954年9月28日  | 1976年9月9日   | 中国共产党中央委员会主席     | 中华人民共和国国防委员会主席（至1959年4月27日） |
| 2 |      | 华国锋 | 1976年10月7日  | 1981年6月28日  | 中国共产党中央委员会主席     |                                                 |
| 3 |      | 邓小平 | 1981年6月28日  | 1989年11月9日  | 中国共产党中央顾问委员会主任 | 中华人民共和国中央军事委员会主席                |
| 4 |      | 江泽民 | 1989年11月9日  | 2004年9月19日  | 中国共产党中央委员会总书记   | 中华人民共和国中央军事委员会主席                |
| 5 |      | 胡锦涛 | 2004年9月19日  | 2012年11月15日 | 中国共产党中央委员会总书记   | 中华人民共和国中央军事委员会主席                |
| 6 |      | 习近平 | 2012年11月15日 | 现任           | 中国共产党中央委员会总书记   | 中华人民共和国中央军事委员会主席                |

## 在世前任主席
截至2025年4月，在世的前任中共中央军委主席有1位：
| 姓名   | 任期                          | 出生日期與年齡 |
| ------ | ----------------------------- | -------------- |
| 胡锦涛 | 2004年9月19日－2012年11月15日 | 1942年12月21日 |

最近去世的一位前任中共中央军委主席是江泽民，他于2022年11月30日在上海去世，享年96岁。